# یونی کو
یونی کو (انگلیسی: Uny Co) شرکت خرده‌فروشی ژاپنی است، که در سال ۱۹۶۹ تأسیس شد.